# جارد فارمر
جارد فارمر (بالإنجليزية: Jared Farmer)‏ هو مؤرخ أمريكي، ولد في 1974.